# Kreismeldekartei
Die Kreismeldekartei war eine bis 1990 in der DDR geführte Akte im polizeilichen Meldewesen zu allen im jeweiligen Kreis gemeldeten Einwohnern. Geführt wurde das Register von den Volkspolizeikreisämtern.

## Geschichte
Ab circa 1948 bis 1952 führte die Volkspolizei innerhalb der Kreise die Kreismeldekartei ein, um eine lückenlose Erfassung aller Einwohner zu erlangen. Ziel dabei war vor allem die Gewährleistung der öffentlichen Sicherheit und Ordnung. Gleichzeitig diente die Kartei aber auch als Informationsblatt über die Einwohner für alle Ebenen der staatlichen Bereiche. In den 1970er Jahren wurde zusätzlich zur Kreismeldekartei das Zentrale Einwohnermelderegister in Zusammenarbeit mit der Zentralen Personendatenbank des MdI eingeführt, da die Meldekartei ausschließlich in Papierform vorlag und somit kein automatisierter Datenzugriff möglich war.
Nach der Wende wurde die Kreismeldekartei aufgrund der veränderten Rechtslage archiviert und den jeweiligen Kreisarchiven übergeben. Sie haben im heutigen Meldewesen keinerlei Relevanz mehr.

## Inhalt
Die Kreismeldekartei enthielt eine Reihe an Informationen. Dazu zählten:
- Alle Vornamen, den Nachnamen sowie den Geburtsnamen
- Geburtsdatum und Ort mit Angabe von Kreis und Land sowie Staatsangehörigkeit
- Familienstand und bei verheirateten Personen der Ehepartner mit Geburtsdatum und Wohnort
- Beruf beziehungsweise Tätigkeit
- Name, Geburtsdatum und Wohnort der Eltern
- Pass- und Ausweisnummer
- Alle Wohnsitze mit Datum der Ummeldung
- Kinder mit Geburtsdatum und Ort
- Polizeiliche Vermerke wie Waffenscheinbesitz, Straftaten, Ausreisen aus der DDR, Haft
- Vermerk über den Aufenthalt westdeutscher Besucher
- Ggf. Entzug des Wahlrechts
- Fahrerlaubnis
- Wehrdienst

## Nutzen
Heute ist die Kartei insbesondere von genealogischem Nutzen. Durch die hinreichenden Informationen zur Person und den Eltern kann die Akte bei der Ahnenforschung wertvolle Hinweise liefern. Darüber hinaus kann nachverfolgt werden, wohin beispielsweise aus den Augen verlorene Geschwisterteile oder Vorfahren verzogen sind.
Aufgrund der Vielzahl an privaten Daten ist die Kreismeldekartei datenschutzrechtlich besonders sensibles Archivgut. Einsicht in die Akte bekommen demnach nur Personen, die entweder direkte Nachkommen oder Vorfahren der gesuchten Person sind und/oder ein rechtliches Interesse nachweisen können. Im Regelfall wird für die Auskunft aus der Kartei eine Gebühr erhoben.